# Cabinet Fehrenbach
Pour les articles homonymes, voir Fehrenbach.
République de Weimar
Müller I Wirth I
Le cabinet Fehrenbach, du nom du chancelier allemand Konstantin Fehrenbach, est en fonction du 25 juin 1920 au 4 mai 1921.

## Composition
| Portefeuille                                   | Titulaire | Titulaire             | Parti   |
| ---------------------------------------------- | --------- | --------------------- | ------- |
| Chancelier du Reich                            |           | Constantin Fehrenbach | Zentrum |
| Vice-chancelier Ministre de la Justice         |           | Rudolf Heinze         | DVP     |
| Ministre des Affaires étrangères               |           | Walter Simons         | Indép.  |
| Ministre de l'Intérieur                        |           | Erich Koch-Weser      | DDP     |
| Ministre de l'Économie                         |           | Ernst Scholz          | DVP     |
| Ministre du Travail                            |           | Heinrich Brauns       | Zentrum |
| Ministre de l'Alimentation et de l'Agriculture |           | Andreas Hermes        | Zentrum |
| Ministre de la Défense                         |           | Otto Gessler          | DDP     |
| Ministre des Finances                          |           | Joseph Wirth          | Zentrum |
| Ministre du Trésor                             |           | Hans von Raumer       | DVP     |
| Ministre des Postes                            |           | Johannes Giesberts    | Zentrum |
| Ministre des Transports                        |           | Wilhelm Groener       | Indép.  |
| Ministre de la Reconstruction                  | Vacant    | Vacant                | Vacant  |